# Riu Hari
El riu Hari (persa: Rudkhaneh-ye Hari Rud o Hari-rud) és un riu de 1.100 km de llargada que neix a les muntanyes centrals de l'Afganistan, a la serralada de Koh-i Baba (al grup Dai Zangi, part de l'Hindu Kush) i va cap al Turkmenistan, on desapareix a l'arena del desert de Kara-Kum. Rud vol dir "riu" en persa. El riu passa al sud d'Herat i s'uneix al riu Jam en el lloc del famós minaret de Jam, el segon minaret antic més alt (65 metres). Després continua cap al nord-oest i forma una part de la frontera entre Afganistan i l'Iran (uns 100 km), i després una part de la frontera entre Iran i Turkmenistan. En aquest darrer estat, és conegut com a riu Tejen o Tedzhen perquè passa prop de la ciutat de Tedzhen o Tadjand. El seu nom clàssic fou en grec Akes i en llatí Arius.

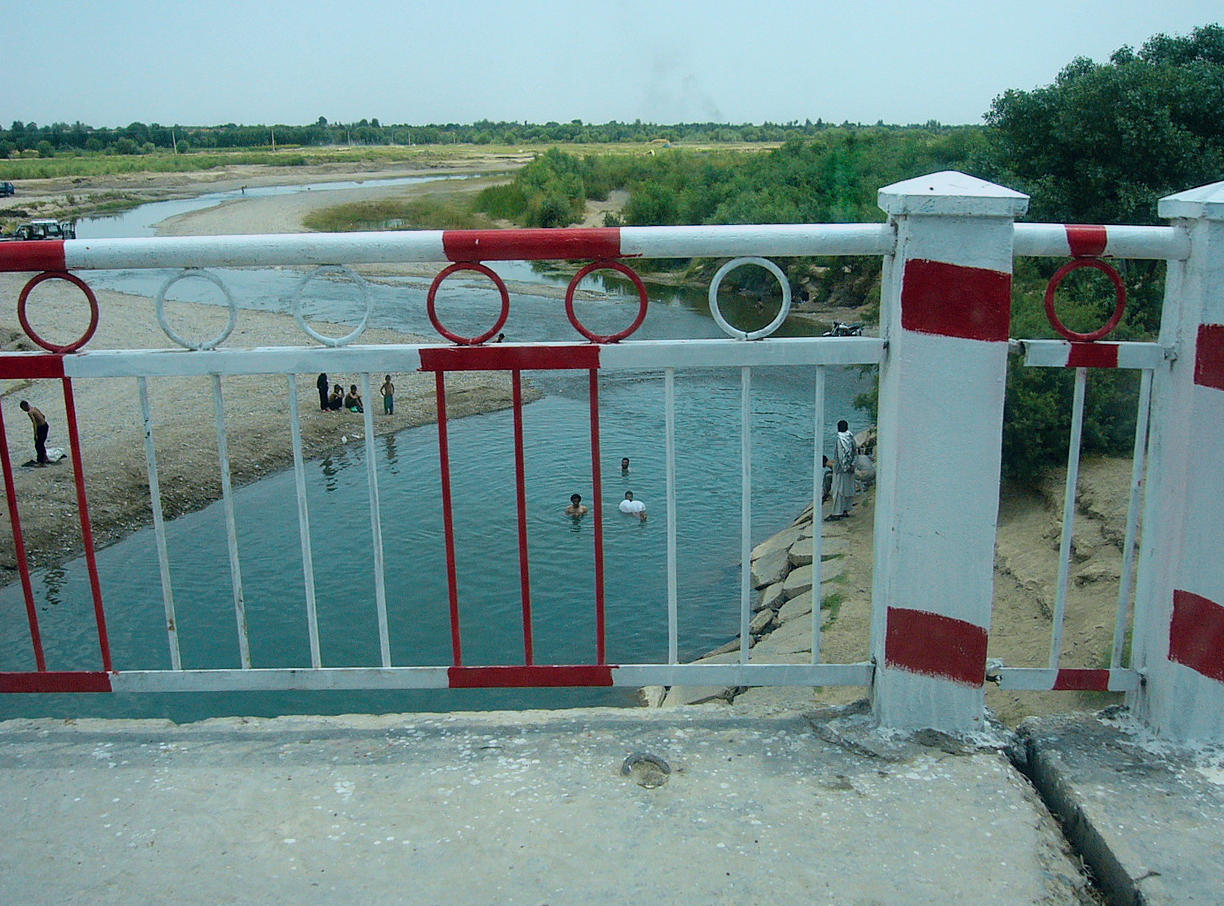
L'Hari a Herat.

Passa prop d'Herat, i tota la seva vall en aquesta zona és considerada tradicionalment de gran fertilitat i molt ben cultivada. El seu recorregut a l'Afganistan és de 550 km.
Segons Heròdot, abans dels aquemènides, el riu era possessió dels corasmis, del qual sortien cinc canals per regar les terres dels hircans, parts, sarangis, tamanes i corasmis. Sota els aquemènides, els canals foren tancats i només s'obrien per ordre del rei a canvi d'una alta quantitat.